# Tennistoernooi van Dubai 2010
Het tennistoernooi van Dubai van 2010 werd van 14 tot en met 28 februari 2010 gespeeld op de hardcourt-buitenbanen van het Aviation Club Tennis Centre in Dubai, de hoofdstad van het gelijknamige emiraat in de Verenigde Arabische Emiraten. De officiële naam van het toernooi was Barclays Dubai Tennis Championships.
Het toernooi bestond uit twee delen:
- WTA-toernooi van Dubai 2010, het toernooi voor de vrouwen, van 14 tot en met 20 februari 2010
- ATP-toernooi van Dubai 2010, het toernooi voor de mannen, van 22 tot en met 28 februari 2010

ATP-toernooi van Dubai – WTA-toernooi van Dubai

2001 · 2002 · 2003 · 2004 · 2005 · 2006 · 2007 · 2008 · 2009 · 2010 · 2011 · 2012 · 2013 · 2014 · 2015 · 2016 · 2017 · 2018 · 2019 · 2020 · 2021 · 2022 · 2023 · 2024 · 2025